# Cybalomia simplicialis
Cybalomia simplicialis là một loài bướm đêm trong họ Crambidae.